# 道明·沙維豪
聖道明·沙維豪（義大利語：San Domenico Savio；或譯作多明我·沙維豪；1842年4月2日—1857年3月9日）是意大利慈幼會祖聖若望·鮑思高神父的學生。沙維豪於修道學習做神父期間患上了肺炎（也或許是胸膜炎），之後宣告不治，於年僅14歲時逝世。
沙維豪的老師鮑思高神父，非常敬佩這位學生，並為他寫了傳記《道明·沙維豪傳》（The Life of Dominic Savio）。在沙維豪死後，這本記載了他生平的傳記，與其他許多報告一同成為沙維豪封聖的關鍵文獻。儘管許多人認為沙維豪過早地去世了，14歲的年紀對冊封一名聖人還為時尚早，但事實上，沙維豪在每一天生活中表現出的“英豪精神”證明他確有聖人的品質。沙維豪是唯一幾名少年聖人之一，其餘包括11歲逝世的瑪利亞·葛萊蒂與15歲殉道的里昂的聖龐加爵，而他更是其中唯一的非因殉道，而因度聖潔生活成聖的小聖人。
沙維豪於1954年6月12日，由教宗庇護十二世封聖，他是輔祭的主保聖人。

## 外部連結
- The Life of Dominic Savio by St. John Bosco （页面存档备份，存于） available freely on-line at the TraditionalCatholic.net （页面存档备份，存于） website.
- Saint Dominic Savio, Adapted from A Brief Life of St. Dominic Savio By Paul J. Pascucci, S.D.B. available freely on-line at the website of the Salesians of the San Francisco Province, DonBoscoWest.org.
- Prayers to St. Dominic Savio （页面存档备份，存于） on the 2 Hearts Network, Inc. （页面存档备份，存于） website.
- The multimedia resource page on St. Dominic Savio at the website of the Salesians of Don Bosco.
- 在Find a Grave上的道明·沙維豪